# كاني زرد (إيران)
كاني زرد هي قرية في مقاطعة سردشت، إيران. يقدر عدد سكانها بـ 740 نسمة بحسب إحصاء 2016.